# محمد خان جونيجو
محمد خان جونجيو (8 أغسطس1932 - 16 مارس 1993) هو رئيس وزراء باكستان العاشر، وشخصية سندية مؤثرة في باكستان.

## روابط خارجية
- محمد خان جونيجو على موقع الموسوعة البريطانية (الإنجليزية)
- محمد خان جونيجو على موقع مونزينجر (الألمانية)